# Vida Mejor I
Vida Mejor I es una localidad del estado mexicano de Chiapas. Es parte del municipio de Tapachula.

## Demografía
| Censo | Población |
| ----- | --------- |
| 2000  | 14        |
| 2010  | 6 460     |
| 2020  | 6 758     |